# کنی کوکر
کنی کوکر (انگلیسی: Kenny Coker؛ زادهٔ ۱۰ نوامبر ۲۰۰۳) بازیکن فوتبال اهل بریتانیا است.
از باشگاه‌هایی که در آن بازی کرده‌است می‌توان به باشگاه فوتبال ساوتند یونایتد اشاره کرد.